# Pilotes officiels Citroën
Cette page répertorie tous les pilotes de toutes disciplines ayant évolué sur une Citroën en course automobile.

## Rallye

### Citroën Total World Rally Team
| Saison | Championnat | Équipe                      | Voiture           | Pilote          | 1          | 2           | 3      | 4       | 5      | 6      | 7       | 8      | 9       | 10      | 11      | 12      | 13      | 14      | 15    | 16    | Classement | Points |
| ------ | ----------- | --------------------------- | ----------------- | --------------- | ---------- | ----------- | ------ | ------- | ------ | ------ | ------- | ------ | ------- | ------- | ------- | ------- | ------- | ------- | ----- | ----- | ---------- | ------ |
| 2007   | WRC         | Citroën Total WRT           | Citroën C4 WRC    | Sébastien Loeb  | MON 1      | SUE 2       | NOR 14 | MEX 1   | POR 1  | ARG 1  | ITA RET | GRE 2  | FIN 3   | ALL 1   | NZE 2   | ESP 1   | FRA 1   | JAP RET | IRL 1 | GBR 3 | 1          | 116    |
| 2007   | WRC         | Citroën Total WRT           | Citroën C4 WRC    | Dani Sordo      | MON 2      | SUE 12      | NOR 25 | MEX 4   | POR 3  | ARG 6  | ITA 3   | GRE 24 | FIN RET | ALL RET | NZE 6   | ESP 2   | FRA 3   | JAP 2   | IRL 2 | GBR 5 | 4          | 65     |
| 2007   | Autres      | Citroën Total WRT           | Citroën C4 WRC    | Sébastien Loeb  | IRL (en) 1 | IRL 1       |        |         |        |        |         |        |         |         |         |         |         |         |       |       |            |        |
| 2007   | Autres      | Citroën Total WRT           | Citroën C4 WRC    | Dani Sordo      | FIN RET    |             |        |         |        |        |         |        |         |         |         |         |         |         |       |       |            |        |
| 2007   | Autres      | Citroën Total WRT           | Citroën Xsara WRC | Dani Sordo      |            | IRL 2       |        |         |        |        |         |        |         |         |         |         |         |         |       |       |            |        |
| 2008   | WRC         | Citroën Total WRT           | Citroën C4 WRC    | Sébastien Loeb  | MON 1      | SUE RET     | MEX 1  | ARG 1   | JOR 10 | ITA 1  | GRE 1   | TUR 3  | FIN 1   | ALL 1   | NZE 1   | ESP 1   | FRA 1   | JAP 3   | GBR 1 |       | 1          | 122    |
| 2008   | WRC         | Citroën Total WRT           | Citroën C4 WRC    | Dani Sordo      | MON 11     | SUE 6       | MEX 16 | ARG 3   | JOR 2  | ITA 5  | GRE 5   | TUR 4  | FIN 4   | ALL 2   | NZE 2   | ESP 2   | FRA RET | JAP RET | GBR 3 |       | 3          | 65     |
| 2008   | Autres      | Citroën Total WRT           | Citroën C4 WRC    | Dani Sordo      | FIN 1      |             |        |         |        |        |         |        |         |         |         |         |         |         |       |       |            |        |
| 2009   | WRC         | Citroën Total WRT           | Citroën C4 WRC    | Sébastien Loeb  | IRL 1      | NOR 1       | CHY 1  | POR 1   | ARG 1  | ITA 4  | GRE RET | POL 7  | FIN 2   | AUS 2   | ESP 1   | GBR 1   |         |         |       |       | 1          | 93     |
| 2009   | WRC         | Citroën Total WRT           | Citroën C4 WRC    | Dani Sordo      | IRL 2      | NOR 5       | CHY 4  | POR 3   | ARG 2  | ITA 22 | GRE 11  | POL 2  | FIN 4   | AUS 3   | ESP 2   | GBR 3   |         |         |       |       | 3          | 64     |
| 2009   | Autres      | Citroën Total WRT           | Citroën C4 WRC    | Sébastien Loeb  | FRA 1      |             |        |         |        |        |         |        |         |         |         |         |         |         |       |       |            |        |
| 2010   | WRC         | Citroën Total WRT           | Citroën C4 WRC    | Sébastien Loeb  | SUE 2      | MEX 1       | JOR 1  | TUR 1   | NZE 3  | POR 2  | BUL 1   | FIN 3  | ALL 1   | JAP 5   | FRA 1   | ESP 1   | GBR 1   |         |       |       | 1          | 276    |
| 2010   | WRC         | Citroën Total WRT           | Citroën C4 WRC    | Dani Sordo      | SUE 4      | MEX 14      | JOR 4  | TUR RET | NZE 5  | POR 3  | BUL 2   |        | ALL 2   |         | FRA 2   | ESP 3   |         |         |       |       | 5          | 150    |
| 2010   | WRC         | Citroën Total WRT           | Citroën C4 WRC    | Sébastien Ogier |            |             |        |         |        |        |         | FIN 2  |         | JAP 1   |         |         | GBR RET |         |       |       | 4          | 167    |
| 2010   | Autres      | Citroën Total WRT           | Citroën C4 WRC    | Dani Sordo      | ITA 1      |             |        |         |        |        |         |        |         |         |         |         |         |         |       |       |            |        |
| 2011   | WRC         | Citroën Total WRT           | Citroën DS3 WRC   | Sébastien Loeb  | SUE 6      | MEX 1       | POR 2  | JOR 3   | ITA 1  | ARG 1  | GRE 2   | FIN 1  | ALL 2   | AUS 10  | FRA RET | ESP 1   | GBR RET |         |       |       | 1          | 222    |
| 2011   | WRC         | Citroën Total WRT           | Citroën DS3 WRC   | Sébastien Ogier | SUE 4      | MEX RET     | POR 1  | JOR 1   | ITA 4  | ARG 3  | GRE 1   | FIN 3  | ALL 1   | AUS 11  | FRA 1   | ESP RET | GBR 11  |         |       |       | 3          | 196    |
| 2011   | Autres      | Citroën Total WRT           | Citroën DS3 WRC   | Sébastien Loeb  | ITA 1      |             |        |         |        |        |         |        |         |         |         |         |         |         |       |       |            |        |
| 2012   | WRC         | Citroën Total WRT           | Citroën DS3 WRC   | Sébastien Loeb  | MON 1      | SUE 6       | MEX 1  | POR RET | ARG 1  | GRE 1  | NZE 1   | FIN 1  | ALL 1   | GBR 2   | FRA 1   | ITA RET | ESP 1   |         |       |       | 1          | 270    |
| 2012   | WRC         | Citroën Total WRT           | Citroën DS3 WRC   | Mikko Hirvonen  | MON 4      | SUE 2       | MEX 2  | POR EXC | ARG 2  | GRE 2  | NZE 2   | FIN 2  | ALL 3   | GBR 5   | FRA 3   | ITA 1   | ESP 3   |         |       |       | 2          | 213    |
| 2012   | Autres      | Citroën Total WRT           | Citroën DS3 WRC   | Sébastien Loeb  |            | POR (es) 2  |        |         |        |        |         |        |         |         |         |         |         |         |       |       |            |        |
| 2012   | Autres      | Citroën Total WRT           | Citroën DS3 WRC   | Mikko Hirvonen  | NOR 1      | POR (es) NC | FRA 1  |         |        |        |         |        |         |         |         |         |         |         |       |       |            |        |
| 2013   | WRC         | Citroën Total Abu Dhabi WRT | Citroën DS3 WRC   | Sébastien Loeb  | MON 1      | SUE 2       |        |         | ARG    |        |         |        |         |         | FRA     |         |         |         |       |       |            |        |
| 2013   | WRC         | Citroën Total Abu Dhabi WRT | Citroën DS3 WRC   | Mikko Hirvonen  | MON 4      | SUE 17      | MEX 2  | POR 2   | ARG    | GRE    | ITA     | FIN    | ALL     | AUS     | FRA     | ESP     | GBR     |         |       |       |            |        |
| 2013   | WRC         | Citroën Total Abu Dhabi WRT | Citroën DS3 WRC   | Dani Sordo      |            |             | MEX 4  | POR 12  |        | GRE    | ITA     | FIN    | ALL     | AUS     |         | ESP     | GBR     |         |       |       |            |        |

### Équipes satellites

#### OMV Kronos Citroën WRT
| Saison | Championnat | Équipe                 | Voiture           | Pilote          | 1      | 2     | 3      | 4     | 5     | 6     | 7       | 8     | 9       | 10      | 11     | 12      | 13      | 14    | 15      | 16    | Classement | Points |
| ------ | ----------- | ---------------------- | ----------------- | --------------- | ------ | ----- | ------ | ----- | ----- | ----- | ------- | ----- | ------- | ------- | ------ | ------- | ------- | ----- | ------- | ----- | ---------- | ------ |
| 2007   | WRC         | OMV Kronos Citroën WRT | Citroën Xsara WRC | Manfred Stohl   | MON 10 | SUE 7 | NOR 12 | MEX 6 | POR 9 | ARG 8 | ITA 7   | GRE 8 | FIN RET | ALL RET | NZE 12 | ESP RET | FRA 14  | JAP 6 | IRL RET | GBR 8 | 9          | 13     |
| 2007   | WRC         | OMV Kronos Citroën WRT | Citroën Xsara WRC | Daniel Carlsson | MON    | SUE 5 | NOR 7  | MEX   | POR 6 | ARG   | ITA RET | GRE   | FIN     |         |        |         |         |       |         |       | 14         | 9      |
| 2007   | WRC         | OMV Kronos Citroën WRT | Citroën Xsara WRC | François Duval  |        |       |        |       |       |       |         |       |         | ALL 2   | NZE    | ESP 5   | FRA RET | JAP   | IRL     | GBR   | 10         | 12     |

#### Citroën Sport Technologies
| Saison | Championnat | Équipe                     | Voiture           | Pilote            | 1       | 2      | 3      | 4     | 5      | 6      | 7      | 8     | 9      | 10     | 11      | 12      | 13     | 14      | 15     | Classement | Points |
| ------ | ----------- | -------------------------- | ----------------- | ----------------- | ------- | ------ | ------ | ----- | ------ | ------ | ------ | ----- | ------ | ------ | ------- | ------- | ------ | ------- | ------ | ---------- | ------ |
| 2008   | WRC         | Citroën Sport Technologies | Citroën Xsara WRC | Conrad Rautenbach | MON RET | SUE 16 |        |       |        |        |        |       |        |        |         |         |        |         |        | 15         | 6      |
| 2008   | WRC         | Citroën Sport Technologies | Citroën C4 WRC    | Conrad Rautenbach |         |        | MEX 15 | ARG 4 | JOR 26 | ITA 13 | GRE 10 | TUR 8 | FIN 10 | ALL 13 | NZE RET | ESP RET | FRA 14 | JAP RET | GBR 15 | 15         | 6      |

#### Citroën Junior World Rally Team
| Saison | Championnat | Équipe              | Voiture         | Pilote            | 1           | 2       | 3       | 4       | 5       | 6       | 7      | 8       | 9       | 10      | 11      | 12      | 13     | Classement | Points |
| ------ | ----------- | ------------------- | --------------- | ----------------- | ----------- | ------- | ------- | ------- | ------- | ------- | ------ | ------- | ------- | ------- | ------- | ------- | ------ | ---------- | ------ |
| 2009   | WRC         | Citroën Junior Team | Citroën C4 WRC  | Chris Atkinson    | IRL 5       | NOR     | CHY     | POR     | ARG     | ITA     | GRE    | POL     | FIN     | AUS     | ESP     | GBR     |        | 13         | 4      |
| 2009   | WRC         | Citroën Junior Team | Citroën C4 WRC  | Conrad Rautenbach | IRL 18      | NOR RET | CHY 6   | POR RET | ARG RET | ITA RET | GRE 5  | POL 8   | FIN RET | AUS RET | ESP 11  | GBR 8   |        | 10         | 9      |
| 2009   | WRC         | Citroën Junior Team | Citroën C4 WRC  | Sébastien Ogier   | IRL 6       | NOR 10  | CHY RET | POR 17  | ARG 7   | ITA RET | GRE 2  | POL RET | FIN 6   | AUS 5   | ESP 5   | GBR RET |        | 8          | 24     |
| 2009   | WRC         | Citroën Junior Team | Citroën C4 WRC  | Evgeny Novikov    | IRL         | NOR 11  | CHY RET | POR RET | ARG     | ITA 5   | GRE 15 | POL 9   | FIN RET | AUS     | ESP RET | GBR     |        | 13         | 4      |
| 2009   | WRC         | Citroën Junior Team | Citroën C4 WRC  | Aaron Burkart     | IRL         | NOR     | CHY     | POR     | ARG     | ITA     | GRE    | POL     | FIN     | AUS     | ESP     | GBR 12  |        |            |        |
| 2010   | WRC         | Citroën Junior Team | Citroën C4 WRC  | Sébastien Ogier   | SUE 5       | MEX 3   | JOR 6   | TUR 4   | NZE 2   | POR 1   | BUL 4  |         | ALL 3   |         | FRA 6   | ESP 10  |        | 4          | 167    |
| 2010   | WRC         | Citroën Junior Team | Citroën C4 WRC  | Kimi Räikkönen    | SUE 29      | MEX RET | JOR 8   | TUR 5   | NZE     | POR 10  | BUL 11 | FIN 25  | ALL 7   | JAP RET | FRA RET | ESP NP  | GBR 8  | 10         | 25     |
| 2010   | WRC         | Citroën Junior Team | Citroën C4 WRC  | Dani Sordo        |             |         |         |         |         |         |        | FIN 5   |         | JAP 4   |         |         | GBR 5  | 5          | 150    |
| 2010   | Autres      | Citroën Junior Team | Citroën C4 WRC  | Dani Sordo        | FIN 1       |         |         |         |         |         |        |         |         |         |         |         |        |            |        |
| 2010   | Autres      | Citroën Junior Team | Citroën C4 WRC  | Kimi Räikkönen    | FIN 58      |         |         |         |         |         |        |         |         |         |         |         |        |            |        |
| 2012   | WRC         | Citroën Junior WRT  | Citroën DS3 WRC | Thierry Neuville  | MON RET     | SUE 12  | MEX 13  | POR 8   | ARG 5   | GRE 6   | NZE    | FIN 16  | ALL 12  | GBR 7   | FRA 4   | ITA     | ESP 12 | 7          | 53     |
| 2012   | Autres      | Citroën Junior WRT  | Citroën DS3 WRC | Thierry Neuville  | POR (es) NC | EST 2   |         |         |         |         |        |         |         |         |         |         |        |            |        |

#### Abu Dhabi Citroën Total WRT
| Saison | Championnat | Équipe                      | Voiture         | Pilote            | 1     | 2       | 3     | 4     | 5   | 6   | 7   | 8   | 9   | 10  | 11  | 12  | 13  | Classement | Points |
| ------ | ----------- | --------------------------- | --------------- | ----------------- | ----- | ------- | ----- | ----- | --- | --- | --- | --- | --- | --- | --- | --- | --- | ---------- | ------ |
| 2013   | WRC         | Abu Dhabi Citroën Total WRT | Citroën DS3 WRC | Dani Sordo        | MON 3 | SUE RET |       |       | ARG |     |     |     |     |     | FRA |     |     |            |        |
| 2013   | WRC         | Abu Dhabi Citroën Total WRT | Citroën DS3 WRC | Khalid Al-Qassimi | MON   | SUE RET | MEX   | POR 9 | ARG | GRE | ITA | FIN | ALL | AUS | FRA | ESP | GBR |            |        |
| 2013   | WRC         | Abu Dhabi Citroën Total WRT | Citroën DS3 WRC | Chris Atkinson    | MON   | SUE     | MEX 6 | POR   | ARG | GRE | ITA | FIN | ALL | AUS | FRA | ESP | GBR |            |        |

## Sources
- EWRC-Results.com